# Leonhard Zeugheer

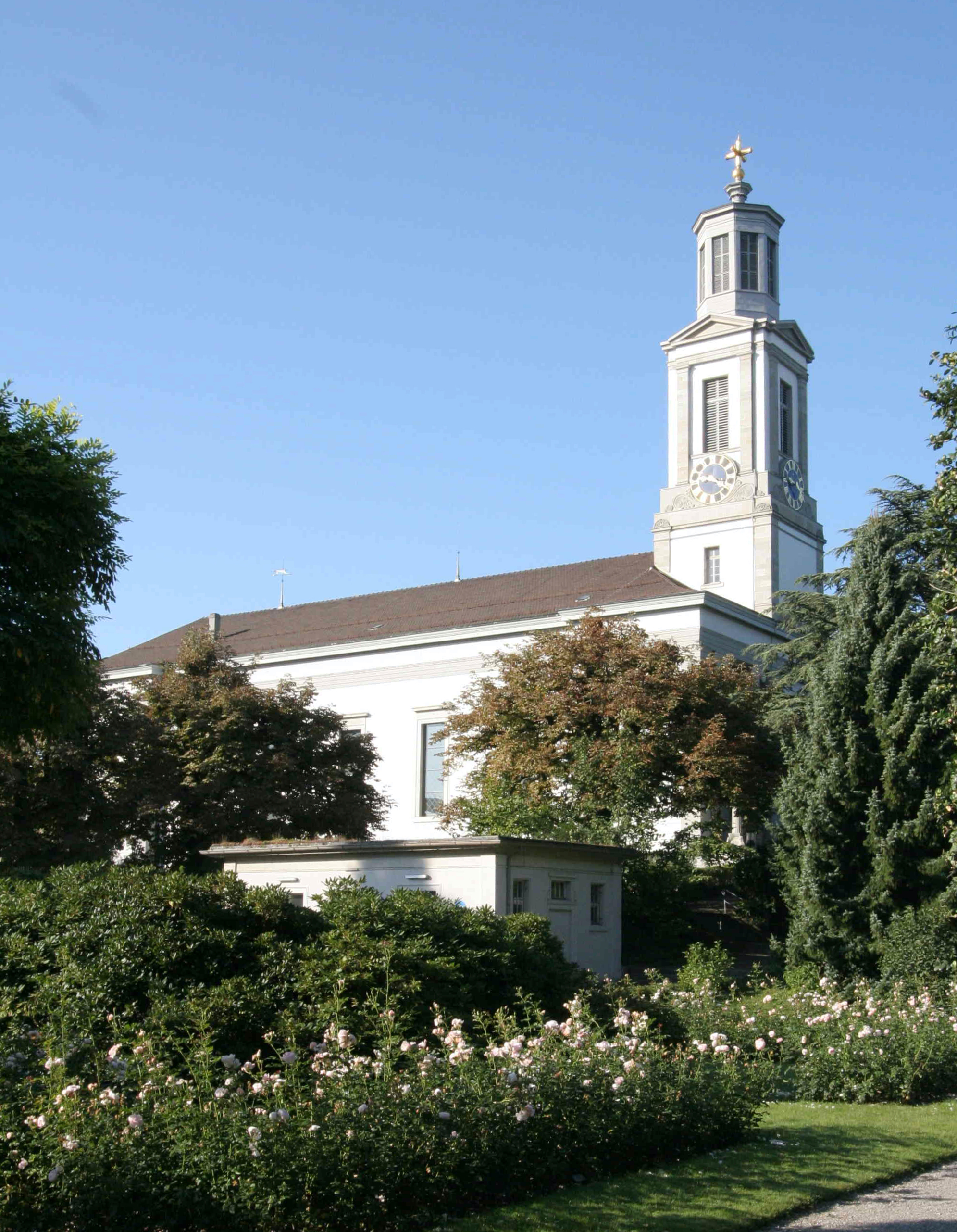
Kirche Neumünster in Zürich

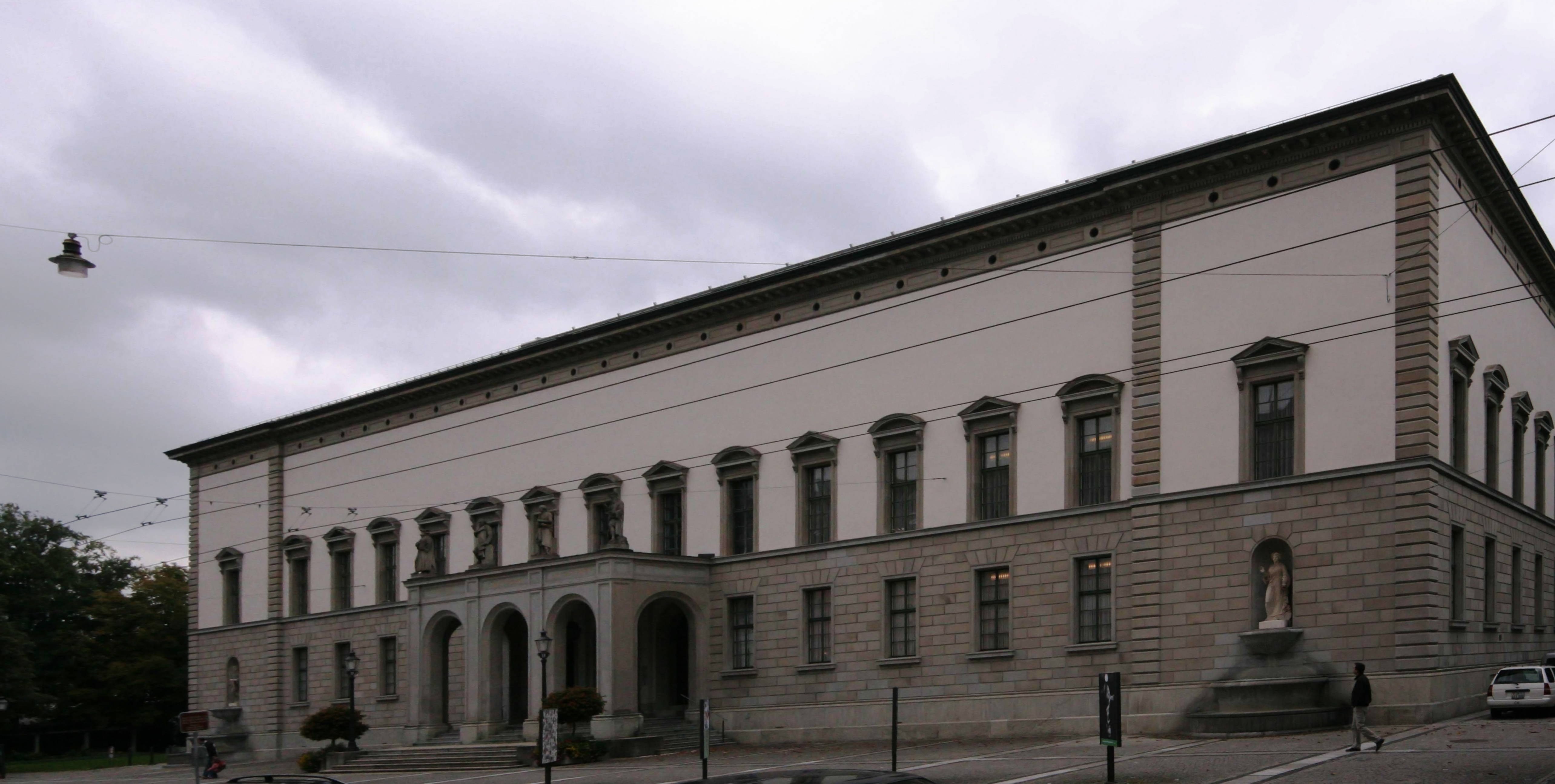
Knabengymnasium und Industrieschule in Winterthur, heute Museum Oskar Reinhart am Stadtgarten

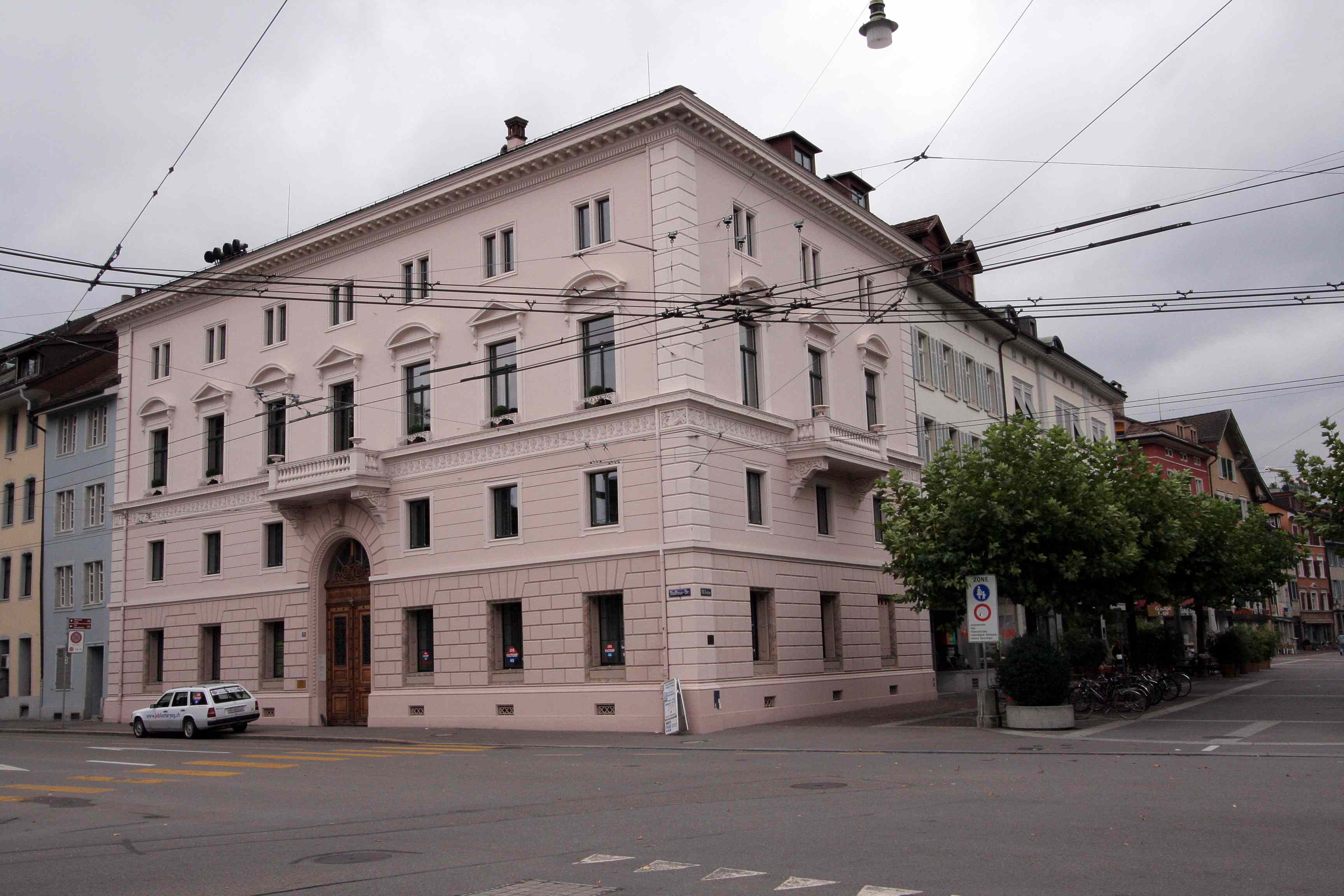
Wohn- und Geschäftshaus Warteck in Winterthur

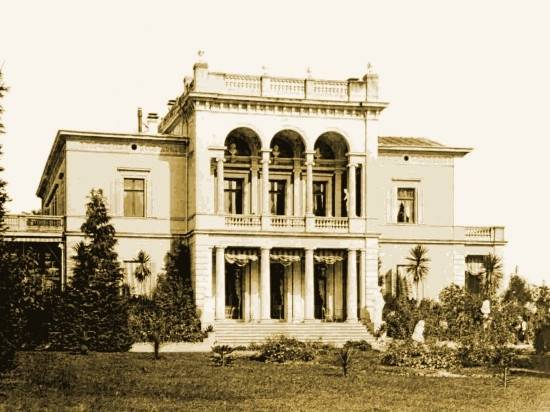
Villa Wesendonck

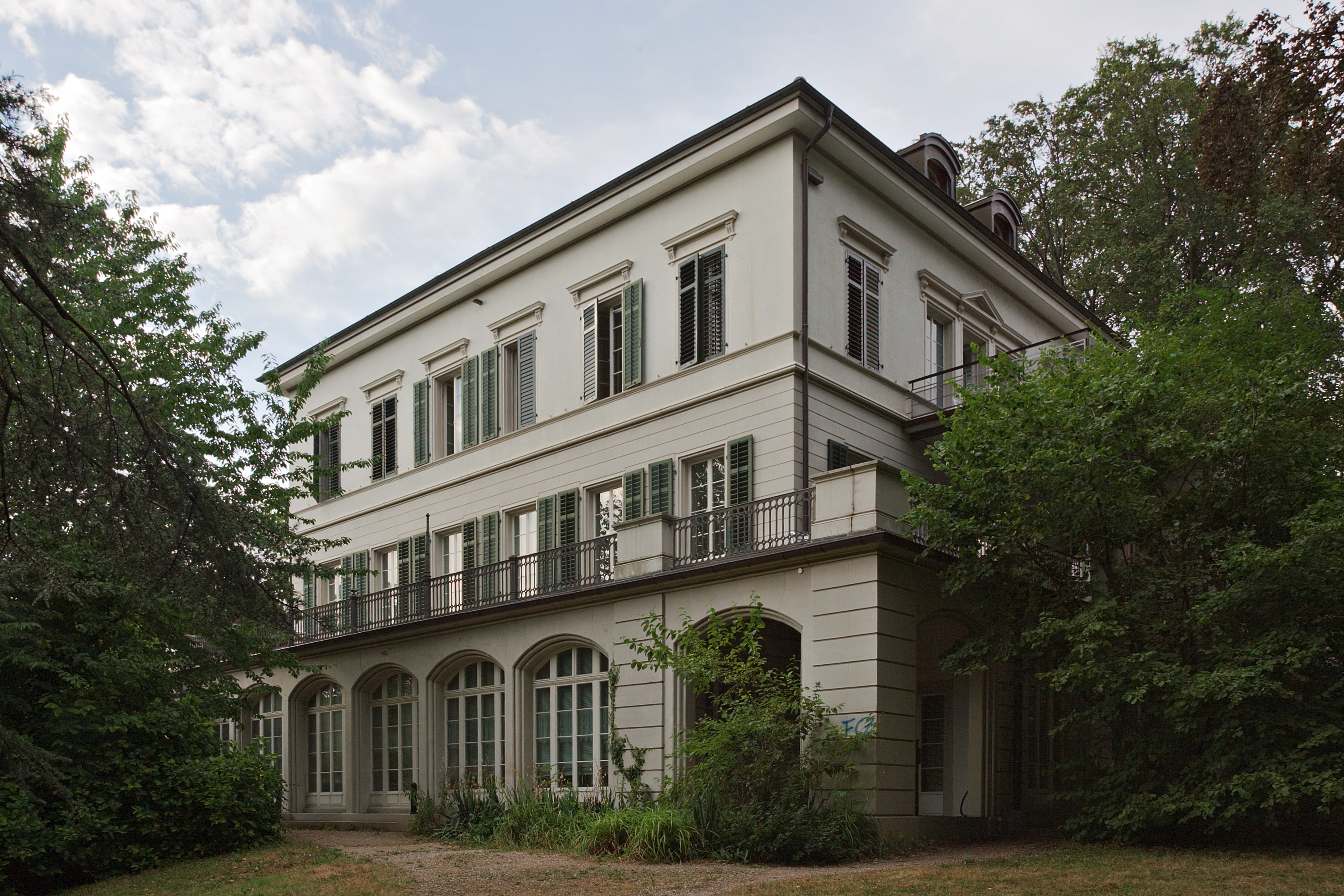
Villa Rosenbühl

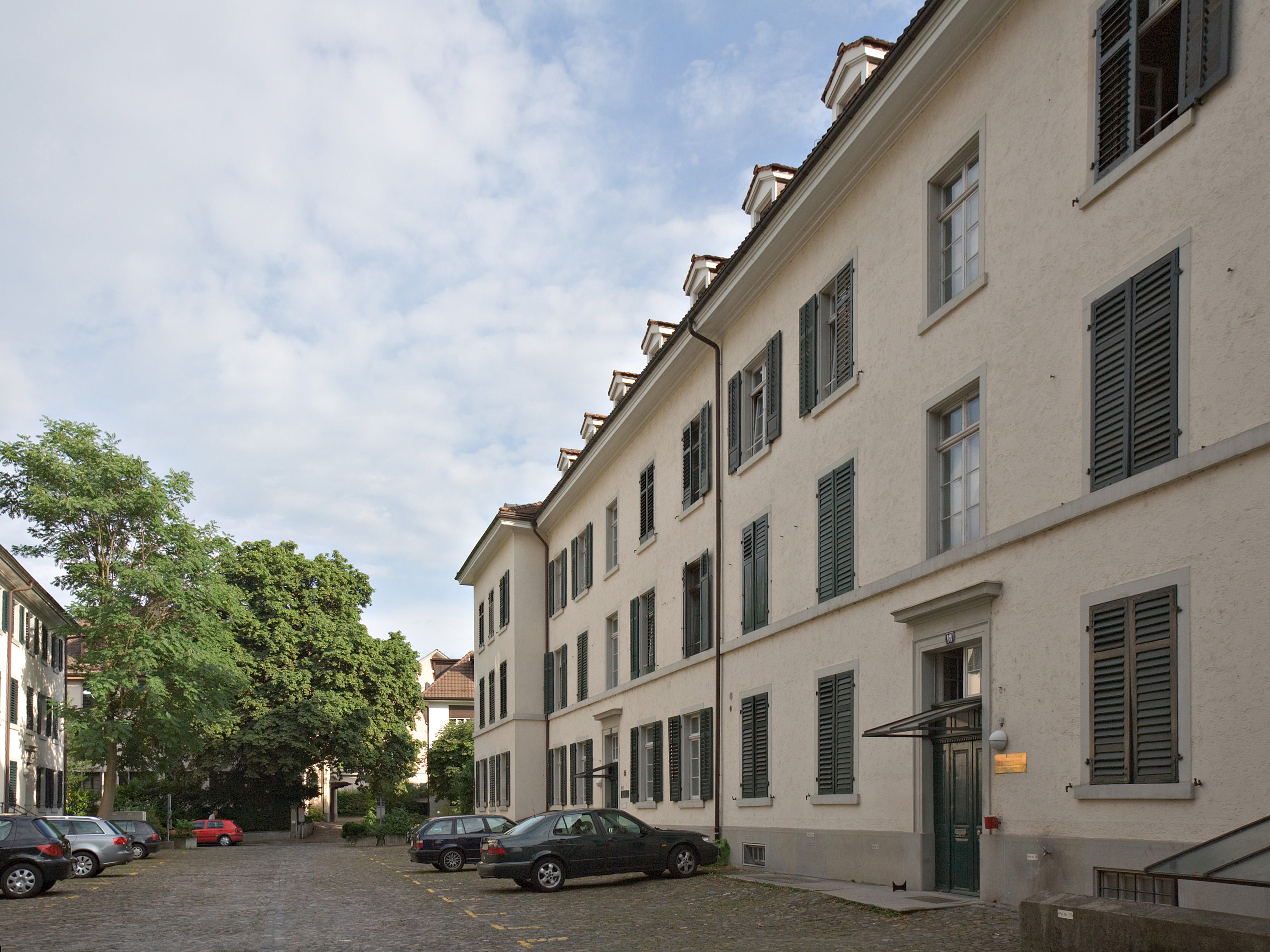
Escherhäuser – Die ersten Mietshäuser Zürichs

Leonhard Zeugheer (* 10. Januar 1812 in Zürich; † 16. Dezember 1866 ebenda) war ein Schweizer Architekt des späten Klassizismus und frühen Historismus.

## Leben
Der am 10. Januar 1812 in Zürich geborene Leonhard Zeugheer absolvierte eine Lehre als Architekt in Neuenburg von 1825 bis ungefähr 1830. Anschliessend setzte er seine Studien in Paris und in Liverpool bei Thomas Rickman fort. Bei Rickman beschäftigte er sich intensiv mit Sakralbauten und Landhäusern im Stil der Neugotik. Nach seiner Rückkehr nach Zürich 1835 arbeitete er erfolgreich als selbständiger Architekt. So gewann er unter anderem gemeinsam mit Gustav Wegmann die Ausschreibung für die Errichtung des Zürcher Kantonspitals (1835–1837) und erstellte kurz darauf in unmittelbarer Nähe die Blinden- und Taubstummenanstalt. Charakteristisch für die Öffentlichen Bauten von Zeugheer waren ihre strenge Symmetrie sowie eine Gliederung mit Mittel- und Eckrisaliten. Mit klassizistischen Details hingegen hielt er sich mehrheitlich zurück. In den 1840er-Jahren machte sich Zeugheer in den Städten Zürich und Winterthur einen Namen als Villenarchitekt. Später waren seine Dienste auch in der ganzen Schweiz und im nahen Ausland gefragt. Der Architekt beschränkte sich aber nicht nur auf den Villenbau, sondern realisierte auch eine ganze Reihe anderer Bauten, darunter Kasinos, Bäder und Industrieanlagen.
Leonhard Zeugheer starb am 16. Dezember 1866 in Zürich – die Fertigstellung seiner eigenen Villa Bellaria erlebte er nicht mehr.

## Leistung
Stilistisch wie auch von Art der Bauaufgaben war Zeugheer sehr vielfältig und flexibel. Er baute je nach Bedarf in den Formen des späten Klassizismus, der Neugotik oder der Neurenaissance – illustrativ ist das Beispiel der Kirche Neumünster (Zürich) –: gewonnen hat Zeugheer den Wettbewerb mit einem neugotischen Projekt, ausgeführt wurde die Kirche schliesslich spätklassizistisch.
Das Spektrum der Bauaufgaben reicht von Schlössern und Villen (Schloss Teufen, Villen in Zürich und Winterthur), den ersten Mietshäusern Zürichs (Escherhäuser), Hotelbauten für den aufkommenden Tourismus (Hotel Bellevue in Zürich, Hotel Schweizerhof in Luzern), Bildungs- und Anstaltsbauten (Knabenschule und Industrieschule in Winterthur, Pfrundhaus in Zürich, Kantonsspital Zürich), Verwaltungsbauten (Amtsvormundschaft Zürich im Zürcher Selnau) bis zu Industriebauten (Brauerei Haldengut in Winterthur).

## Werke (Auswahl)
| 1835      | klassizistische Ladenpavillons am Hechtplatz, Zürich |
| 1836–1839 | Kirche Neumünster, Zürich; siegreiches Wettbewerbsprojekt neugotisch, Ausführung spätklassizistisch                                                                          |
| 1836–1840 | Escherhäuser, am Zeltweg, Zürich; erste Mietshäuser in Zürich, u. a. Wohnsitz von Johanna Spyri und Richard Wagners                                                          |
| 1837–1842 | Kantonsspital Zürich zusammen mit Gustav Albert Wegmann; 1951 abgebrochen bis auf den ehemaligen Anatomietrakt                                                               |
| 1837–1839 | Villa Rosenbühl, Kreuzbühlstrasse 26, Zürich |
| 1838      | Blinden- und Taubstummenanstalt, Künstlergasse 10, Zürich; abgebrochen 1913                                                                                                  |
| 1838–1842 | Schulhaus für Knabengymnasium und Industrieschule (Neurenaissance), Stadthausstrasse 6, Winterthur; heutige Nutzung als Museum Oskar Reinhart                                |
| 1840–1842 | Pfrundhaus, Leonhardstrasse 18, in Zürich |
| 1841–1843 | Brauerei Haldengut, Winterthur |
| 1841      | Mehrzweckbau (Fabrik, Wohnhaus) für den Seidenindustriellen Jakob Zürrer, Hausen am Albis                                                                                    |
| 1841–1843 | Villa Zum Sonnenhof, Winterthur; abgebrochen Mitte der 1930er Jahre |
| 1843–1847 | Villa Seeburg, Zürich; Hauptwerk Zeugheers, Nebengebäude abgebrochen 1964, Villa 1970                                                                                        |
| 1845      | Hotel Schweizerhof, Luzern, Erweiterung durch Saalanbau 1865 ebenfalls durch Zeugheer                                                                                        |
| 1850–1853 | Schloss Teufen, Freienstein-Teufen, Neugotik |
| 1853–1857 | Villa Wesendonck, Gablerstrasse 15, Zürich; Hauptwerk Zeugheers, heutige Nutzung durch Museum Rietberg                                                                       |
| 1856–1858 | ehemaliges Hotel Bellevue, das dem gleichnamigen Platz den Namen gab, Zürich. Zeugheers Bau ist im Kern des durch einen Umbau 1889 entstandenen heutigen Gebäudes enthalten. |
| 1856–1860 | Villa «Zum Wehntal», erbaut als Firmen- und Wohnsitz der Gebrüder Volkart, abgebrochen 1929 für den Neubau des Hauptsitzes der damaligen Winterthur Versicherungen           |
| 1857      | Amtsvormundschaft, Bezirksgebäude und Gefängnis, Selnaustrasse 5, Zürich |
| 1859–1860 | Haus zum Warteck, Stadthausstrasse 39, Winterthur |
| 1861      | Villa für Seidenfabrikant Heinrich Bodmer-Stockar, Löwenstrasse 1, Zürich; abgebrochen 1925                                                                                  |
| 1863      | Villa Villette, Cham |
| 1864–1866 | Gesellschaftshaus Schneggen, Limmatquai, Zürich; zusammen mit Georg Lasius                                                                                                   |
| 1869      | Villa Buchenhof (Villa Ott), Kreuzbühlstrasse 16, Zürich, abgebrochen 1978                                                                                                   |
| 1866–1870 | Villa Bellaria, Brunaustrasse 15, Zürich; abgebrochen 1977 |

## Mitarbeiter
- 1836–1837: August Flügge (1812) ?[1] † 5. Dezember 1839[2], Bauaufsicht und Baudurchführung (im Büro Zeugherr & Wegmann)